# Espitllera

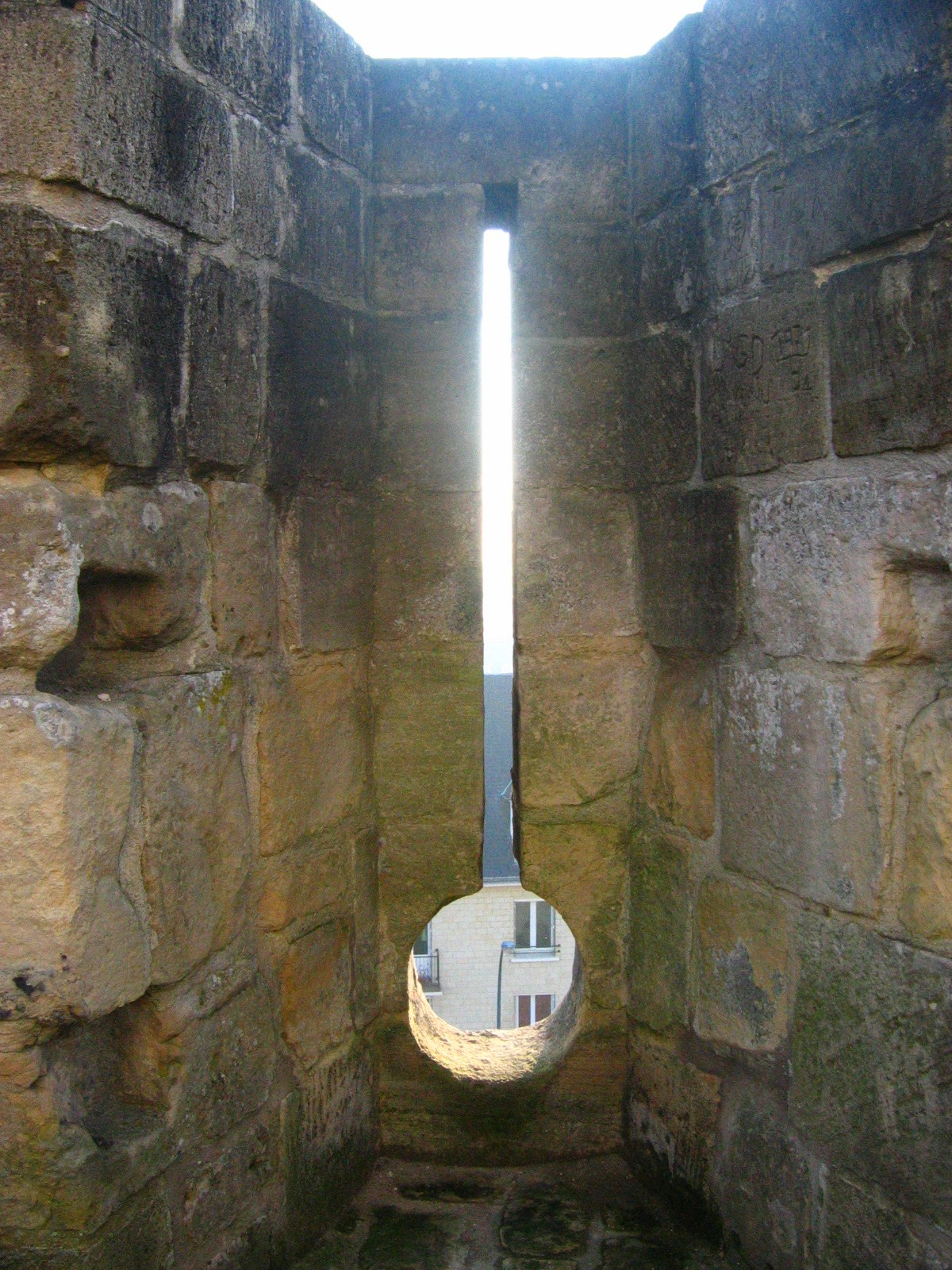
Espitllera

Una espitllera o espillera és una obertura estreta i allargada, feta en un mur d'una fortificació o d'una altra construcció, per la qual hom podia mirar a l'exterior i llançar projectils sense gaire perill de ser ferit pels de fora.
Es van incoroporar a les portes fortificades durant la primera meitat del segle xiii, quan eren necessàries per a protegir els castells o les ciutats.
Es diferencia de l'espiell, que solament permetia de fer entrar una mica de llum. Altrament, és gairebé un sinònim d'arquera o sagetera, espitllera d'on es podien disparar sagetes.